# Joey Porter Jr.
Joseph Eugene Porter Jr. (Bakersfield, 26 luglio 2000) è un giocatore di football americano statunitense che milita nel ruolo di cornerback per i Pittsburgh Steelers della National Football League (NFL).

## Carriera universitaria
Nella sua prima stagione a Penn State nel 2019, Porter giocò quattro partite, mettendo a segno 3 tackle. Nel 2020 giocò come titolare tutte le 8 partite, con 33 tackle e un sack. Nel 2021 disputò come titolare tutte le 13 gare, con 50 tackle e un intercetto. A fine anno optò per giocare un'ultima stagione nel college football piuttosto che rendersi eleggibile nel Draft NFL. Nel 2022 fu inserito nella formazione ideale della Big Ten Conference.

## Carriera professionistica
Porter era considerato uno dei migliori cornerback selezionabili nel Draft NFL 2023 e una scelta della prima metà del primo giro. Tutravia scivoló fino al secondo giro dove scelto con la prima chiamata (la trentaduesima assoluta) dai Pittsburgh Steelers. Debuttò come professionista subentrando nella settimana 1 contro i San Francisco 49ers mettendo a segno un placcaggio. Nel quinto turno mise a segno un fondamentale intercetto nella end zone ai danni di Lamar Jackson nel quarto periodo, contribuendo alla vittoria in rimonta sui Baltimore Ravens. La sua prima stagione si chiuse con 43 tackle, un intercetto e 10 presenze, giocando tutte le 17 partite, di cui 11 come titolare, venendo inserito nella formazione ideale dei rookie dalla Pro Football Writers of America.

## Palmarès
- PFWA All-Rookie Team - 2023

## Vita privata
È il figlio dell'ex linebacker Pro Bowler della NFL Joey Porter.